# OU818
OU818 är Mr. Bungles fjärde och sista demo. Alla låtar utom ’Intro ’ och ’Mr Nice Guy’ som förekommer här finns också med på deras första självbetitlade album.
Demon spelades in mellan 26 och 28 juni 1989.

## Låtförteckning
1. Intro.
2. Squeeze Me Macaroni
3. Slowly Growing Deaf
4. The Girls of Porn
5. Love Is a Fist
6. Mr. Nice Guy

## Musiker
- Mike Patton - Sång
- Trevor Dunn - Bas
- Trey Spruance - Guitarr
- Danny Heifetz - Trummor
- Theo Lengyel -  Altsaxofon
- Bär McKinnon -  Tenorsaxofon
- David Bryson - musikproducent